# Patrick Schnieder
Patrick Schnieder (Kyllburg, 1 de mayo de 1968) es un abogado y político alemán de la Unión Demócrata Cristiana (CDU) que ha estado sirviendo como Ministro Federal de Transportes desde 2025.

## Biografía
Desde 2011 hasta 2018, Schnieder se desempeñó como Secretario General de la CDU en Renania-Palatinado, bajo el liderazgo de la presidenta Julia Klöckner. Durante su mandato, dirigió la campaña del partido para las elecciones estatales de 2016.
Schnieder se convirtió en miembro del Bundestag por primera vez después de las elecciones federales alemanas de 2009. Es miembro del Comité de Verificación de Credenciales e Inmunidades y del Comité de Transporte e Infraestructura Digital.
Además de sus asignaciones de comité, Schnieder ha presidido el Grupo de Amistad Parlamentaria Alemana con Bélgica y Luxemburgo desde 2014. También forma parte del Grupo de Amistad Parlamentaria Alemán-Italiano y del Grupo de Amistad Parlamentaria Alemán-Japonés. Desde 2019, ha sido miembro de la delegación alemana en la Asamblea Parlamentaria Franco-Alemana.
Dentro del grupo parlamentario CDU/CSU, Schnieder ha estado liderando el grupo de parlamentarios de la CDU de Renania-Palatinado desde las elecciones de 2017.  En las negociaciones para formar un gobierno de coalición bajo el liderazgo de la canciller Angela Merkel después de las elecciones, formó parte del grupo de trabajo sobre transporte e infraestructura, dirigido por Michael Kretschmer, Alexander Dobrindt y Sören Bartol.
En mayo de 2025 asumió como Ministro Federal de Transportes en el Gobierno Merz.